# Рудное (Еврейска автономна област)
Рудное (на руски: Рудное) е село в Облученски район на Еврейската автономна област в Русия. Влиза в състава на Известковското градско селище.

## География
Село Рудное е разположено близо до железопътната линия Известковий – Кулдур.
На пет километра източно от селото тече Кулдур (басейна на река Бира).
Пътят към Рудное е на север от административния център, селището Известковий. Разстоянието е около 5 км.
От селото на север има път към железопътната станция Брусит. Разстоянието е около 12 км.

## Инфраструктура
В околностите на Рудное се намира Кулдурското находище, в което се добива минерала брусит.